# Фридрих X фон Лайнинген-Дагсбург-Харденбург
Фридрих X фон Лайнинген-Дагсбург-Харденбург (на немски: Friedrich X von Leiningen-Dagsburg-Hardenburg; * 8 февруари 1593; † 29 април 1631) е граф на Лайнинген-Дагсбург-Харденбург.
Той е третият син на граф Емих XII фон Лайнинген-Дагсбург-Харденбург (1562 – 1607) и съпругата му принцеса Мария Елизабет фон Пфалц-Цвайбрюкен-Нойбург (1561 – 1629) от фамилията Вителсбахи, дъщеря на пфалцграф и херцог Волфганг фон Пфалц-Цвайбрюкен и Анна фон Хесен. Брат е на Йохан Филип II (1588 – 1643), граф на Лайнинген-Дагсбург-Харденбург, Волфганг Фридрих (1591 – 1623) и Георг Адолф (1597 – 1624).
Той умира на 29 април 1651 г. на 58 години.

## Фамилия
Фридрих X се жени на 22 август 1624 г. в Саарбрюкен, за графиня Мария Елизабет фон Насау-Саарбрюкен (* 21 август 1602 в Саарбрюкен; † 9 декември 1626 в Дюркхайм), дъщеря на граф Лудвиг II фон Насау-Вайлбург (1565 – 1627) и ландграфиня Анна Мария фон Хесен-Касел (1567 – 1626). Тя умира на 24 години. Те нямат деца.
Фридрих X се жени втори път на (18) 28 ноември 1628 г. в Отвайлер за графиня Анна фон Насау-Саарбрюкен-Вайлбург (* 6 януари 1597 във Вайлбург; † 7 януари 1645 във Вормс), дъщеря на граф Вилхелм фон Насау-Вайлбург (1570 – 1597) и графиня Ерика фон Изенбург-Бюдинген (1569 – 1628). Тя умира на 48 години. Те имат 6 дъщери, които умират малки:
- Магдалена Лудовика (1629)
- Мария Елизабет (1631 – 1632)
- Фридерика (1633 – 1635)
- Анна София (1634 – 1637)
- Юлиана Христиана (1635)
- Ерика Елизабет (1636 – 1638)